# Ашимова, Бахыт
Бахыт Ашимова (8 ноября 1937, Береке, Карасайский район, Алматинская область — 21 августа 2012, Алма-Ата) — певица, народная артистка Казахской ССР (1984).

## Биография
Окончила Алматинскую консерваторию (1963, класс А. А. Леонтьевой).
С 1963 года солистка Казахского театра оперы и балета имени Абая (меццо-сопрано). На сцене театра исполнила партии в операх Е. Брусиловского «Кыз Жибек» и «Ер Таргын» (Дурия, Камка, Дана, Жанка), П. Чайковского «Евгений Онегин» (Татьяна), Дж. Пуччини «Чио-Чио-сан» (Сузуки) и др.
В репертуаре певицы народные песни и произведения казахских композиторов Н.Тлендиева, Е.Рахмадиева, Б.Курмангалиева, Ш.Калдаякова, А.Бейсеуова и др.